# Vincent Voiture
Vincent Voiture (Amiens, 24 febbraio 1597 – Parigi, 26 maggio 1648) è stato un poeta francese, tra i primi membri dell'Académie française.

## Biografia
Nato da un ricco mercante di vini originario di Amiens, studiò a Parigi dove venne presentato a Gastone d'Orléans, fratello del sovrano francese Luigi XIII, dal suo compagno di studi Claude de Mesmes, Conte d'Avaux, uno dei diplomatici francesi più in auge in questo periodo. Grazie a queste importanti amicizie fu uno dei pochi appartenenti alla classe borghese ad essere ammesso al celebre salotto letterario Hôtel de Rambouillet, tenuto dalla marchesa Catherine de Vivonne de Rambouillet, per la quale compose gran parte delle sue opere.
Nel corso della fatidica Giornata degl'ingannati nel 1632, accompagnò Gastone d'Orléans nel suo esilio prima in Lorena e successivamente in Linguadoca, per essere poi investito di un importante incarico diplomatico in Spagna per negoziare sul destino dello stesso Gastone d'Orlèans. Di ritorno in madrepatria nel 1634, si riconciliò con il suo acerrimo nemico, il cardinale Richelieu, in onore del quale scrisse un'epistola celebrativa per la presa di Corbie. Inviato per missioni diplomatiche in Italia nel 1638, prima nel Granducato di Toscana per comunicare a Ferdinando II de' Medici la nascita del Delfino, si recò successivamente a Roma per perorare la causa della sua protettrice Catherine de Vivonne de Rambouillet e divenne membro della Accademia degli Umoristi.
Nel 1638, entrato ormai nelle grazie della corte francese, venne nominato maître d'hotel e interprete al servizio del re per i discorsi degli ambasciatori giunti a corte. Per questi e altri servizi ricevette lauti compensi, calcolabili sommariamente a circa 18.000 lire l'anno, che perse in gran parte per il suo vizio del gioco d'azzardo.
Voiture fu protagonista inconsapevole di una celebre querelle letteraria scoppiata con la pubblicazione di un suo poema, Sonnet à Uranie, il quale venne da molti letterati e intellettuali dell'epoca opposto stilisticamente al componimento di Isaac de Benserade Le Sonnet de Job nel 1648.